# Marcoman
Marcoman (en llatí: Marcomannus) va ser un escriptor romà de data incerta que va escriure un comentari a la retòrica de Ciceró. Es tracta del primer autor romà amb un nom germànic (cosa que no comporta, necessàriament, que fos germànic de naixement).
Consta que Juli Víctor es va servir del comentari de Marcoman per compilar la seva Art Retòrica, i també probablement Fortunacià i Sulpici Víctor. Com que aquests autors són del segle iv, hom tendeix a situar Marcoman cap al segle iii. De l'obra de Marcoman, només en resten tres fragments de relativa extensió.